# Bitwa pod Unorycą

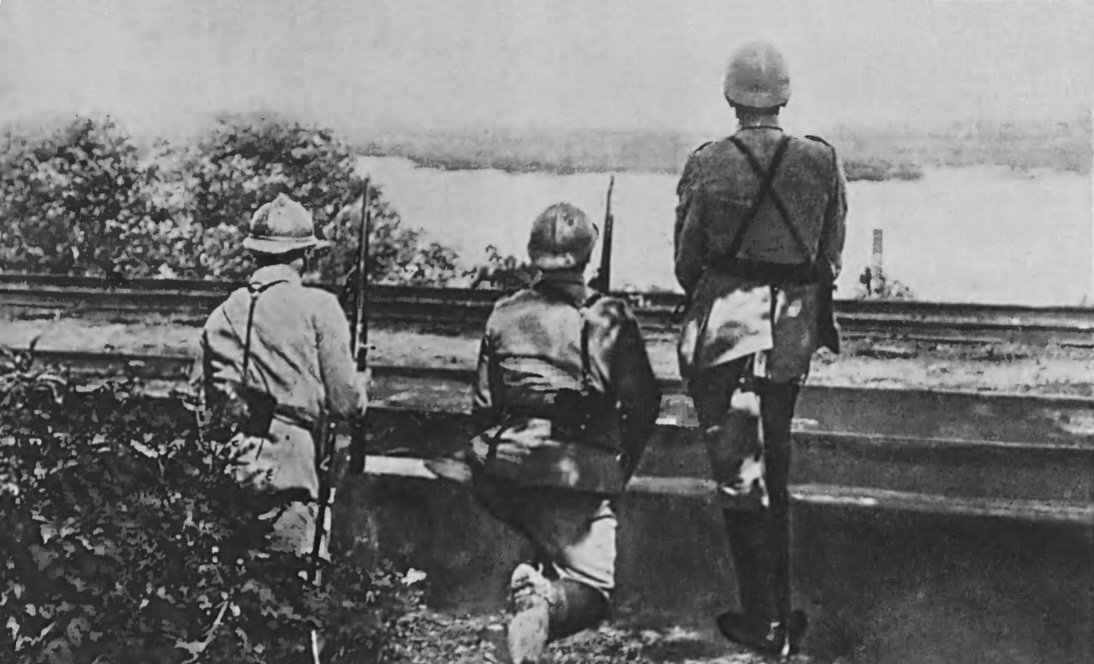
Polska placówka nad Dnieprem; 1920

Bitwa pod Unorycą – walki polskiego 63 pułku piechoty z pododdziałami sowieckich  506, 507 i 505 pułków strzelców toczone nad Berezyną w okresie wojny polsko-bolszewickiej.

## Przebieg działań

### Sytuacja ogólna
14 maja 1920 ruszyła sowiecka ofensywa wojsk Frontu Zachodniego Michaiła Tuchaczewskiego. 15 Armia Augusta Korka i Grupa Północna Jewgienija Siergiejewa uderzyły na pozycje oddziałów polskich 8 Dywizji Piechoty i 1 Dywizji Litewsko-Białoruskiej w ogólnym kierunku na Głębokie. Wykonująca uderzenie pomocnicze 16 Armia Nikołaja Sołłohuba zaatakowała oddziały 4 Armii gen. Stanisława Szeptyckiego i podjęła próbę sforsowania Berezyny pod Murawą i Żukowcem oraz pod Żarnówkami i Niehoniczami. Wobec skomplikowanej sytuacji operacyjnej, 23 maja rozpoczął się ogólny odwrót wojsk polskich w kierunku zachodnim. Po zatrzymaniu sowieckiej ofensywy Armia Rezerwowa gen. Kazimierza Sosnkowskiego, przy współudziale oddziałów 1. i 4 Armii, zepchnęła przeciwnika na linię rzek Auta i górna Berezyna. W pierwszej dekadzie czerwca front polsko-sowiecki na Białorusi ustabilizował się.

### Działania pod Unorycą
W ostatniej fazie polskiej kontrofensywy nad Berezyną 63 pułk piechoty rozmieścił swoje pododdziały w okolicach ujścia Berezyny do Dniepru. W swoim rejonie obrony obsadził  brzeg obu rzek placówkami w sile jednego–dwóch plutonów każda. 
Nocą z 11 na 12 czerwca  około 600-osobowy sowiecki oddział wypadowy złożony z żołnierzy 506, 507 i 505 pułku strzelców przeprawił się przez Dniepr w kolanie rzeki, między wioskami Unoryca i Ozierszczyzna i uderzył na placówkę 11 kompanii 63 pułku piechoty. Placówka wycofała się do Unorycy, gdzie kwaterowały dwa odwodowe plutony kompanii wraz z jej dowódcą ppor. Langem. Kompania już całością sił zorganizowała obronę wioski, by nie dopuścić przeciwnika do przecięcia  traktu Horwal – Rzeczyca stanowiącego główną oś zaopatrzenia dla oddziałów 15 Wielkopolskiej Dywizji Piechoty. Dowódca III/63 pp ppor. Franciszek Sierocki wzmocnił obronę Unorycy swoimi odwodami. Były to trzy plutony piechoty, pluton ckm oraz 4 bateria 7 pułku artylerii polowej. Wykorzystując opieszałe działanie sowieckiego oddziału wypadowego, por. Lange na czele wszystkich zgrupowanych w Unorycy pododdziałów przeszedł do natarcia. Po słabym oporze część źle dowodzonego oddziału sowieckiego wycofała się za Dniepr, a większość rozpoczęła odwrót wzdłuż prawego brzegu rzeki na Rzeczycę. Pod Ozierszczyzną Sowieci trafili na stanowiska 10 kompanii 22 pułku piechoty. Część z nich poddała się, a część próbowała przepłynąć Dniepr. Oddział sowiecki został w większości zniszczony. Obok podporucznika Langego w walce odznaczył się specjalnie chorąży Józef Jasiński z kompanii szturmowej 63 pp.

## Bilans walk
Pod Unorycą III batalion 63 pułku piechoty we współdziałaniu z kompanią 22 pułku piechoty pokonał o wiele liczniejszą sowiecką grupę wypadową. Polacy wzięli około 150 jeńców i zdobyli trzy ckm-y. Straty własne: dwóch poległych, dwunastu rannych i jeden zaginiony.